# Norpetydyna
Norpetydyna, petydyny półprodukt B – organiczny związek chemiczny, prekursor petydyny objęty Jednolitą konwencją o środkach odurzających z 1961 roku. W Polsce jest w grupie I-N Ustawy o przeciwdziałaniu narkomanii.